# شبابك الجنة (فلم)

ملصق: فيلم شبابك الجنة

شبابك الجنة هو فيلم تونسي طويل للمخرج فارس نعناع، بطولة لطفي العبدلي و انيسة داود بمشاركة كل من منى نور الدين وعبد الغني بن طارة وعيسى حراث ومارتين القفصي وشاكرة رماح، وإنتاج الحبيب عطية.

## جوائز
تحصل الفيلم على جائزة أفضل ممثل في مهرجان دبي السينمائي.

## روابط خارجية
- [شبابك الجنة على IMDb](imdb)
- [مشاهدة فيلم شبابك الجنة كامل مجاناً على FlixYa](tmdb)